# Cabezas Rubias

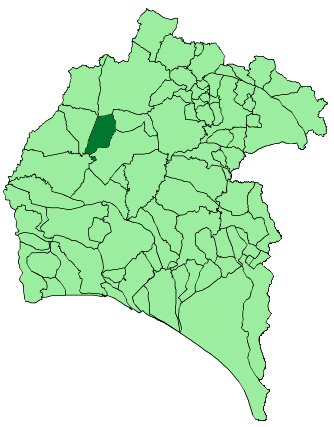
Localização de Cabezas Rubias

Cabezas Rubias é um município da Espanha na província de Huelva, comunidade autónoma da Andaluzia, de área 109 km² com população de 859 habitantes (2004) e densidade populacional de 7,88 hab./km².

## Demografia
| Variação demográfica do município entre 1991 e 2004 | Variação demográfica do município entre 1991 e 2004 | Variação demográfica do município entre 1991 e 2004 | Variação demográfica do município entre 1991 e 2004 |
| --------------------------------------------------- | --------------------------------------------------- | --------------------------------------------------- | --------------------------------------------------- |
| 1991                                                | 1996                                                | 2001                                                | 2004                                                |
| 969                                                 | 1009                                                | 925                                                 | 899                                                 |